# Памятник Ататюрку, его матери и правам женщин
Памятник Ататюрку, его матери и правам женщин (тур. Atatürk, Annesi ve Kadın Hakları Anıtı) располагается на площади Конституции в Каршияке, районе Измира (Турция).

## История
Конкурс на проект памятника в честь Мустафы Кемаля Ататюрка в Каршияке был организован в мае 1971 года. Его итоги были объявлены 10 ноября 1971 года, победителями стали скульптор Тамер Башоглу и архитектор Эркал Гюнгёрен. Строительство памятника, приуроченного к 50-летию провозглашения Республики, началось в 1972 году. Его стоимость оценивалась в 1,2 миллиона лир, которые собирались за счёт пожертвований жителей Каршияки. Монумент был торжественно открыт 26 октября 1973 года.
В мае 2015 года было объявлено о том, что памятник, находящийся в плачевном состоянии из-за небрежного отношения к нему и коррозии, будет снесён, а на его месте поставлен новый, больший в размерах. Власти Измира предупредили, что памятник «представляет угрозу для жизни и безопасности имущества». Кроме того, Региональный совет по сохранению культурного наследия заявил, что монумент не является «историческим памятником», тем самым поддержав идею его замены. После тендера, проведённого в апреле 2017 года, с одной из компаний-подрядчиков был подписан контракт на сумму 6,8 миллионов турецких лир. Иск, поданный для отмены решения муниципалитета о сносе, был отклонён административным судом. Памятник был снесён 12 июня 2017 года, новый же возводился почти год и был открыт 12 мая 2018 года. Музей уважения к женщинам, занявший площадь в 110 м² под памятником, был открыт для посетителей 3 ноября того же года. В нём представлены экспозиции, рассказывающие об историях жизни ста женщин, сыгравших важную роль в истории Турецкой Республики. Памятник получил как Европейскую, так и Международную премию в области недвижимости за 2018 год в категориях «Комплекс смешанного назначения» и «Лучший проект в области общественных учреждений».

## Описание
Памятник состоит из семи бетонных колонн, выходящих из земли по кривым траекториям и поднимающихся вертикально после прохождения через бронзовый пояс. Первоначально планировалось, что колонн будет шесть, что символизировало бы основополагающие принципы кемализма. Но их стало семь после возражения Османа Кибара, мэра Измира от Партии справедливости. Устремлённые вверх колонны символизируют развитие в вопросе прав женщин в Турции. На бронзовом поясе расположены рельефы Мустафы Кемаля Ататюрка, его матери Зюбейде-ханым и турецких женщин.
Первоначальный памятник имел высоту в 15,54 м, бронзовый пояс, начинающийся на высоте 3,8 м над землёй, имел ширину 1,4 м и диаметр 6,5 м. Самая же низкая колонна нового памятника составляет в высоту 35,5 м, а самая высокая — 41,7 м. Новый бронзовый пояс, начинающийся на высоте 9 м над землей, имеет ширину 3,5 м.